# Сазерленд, Джоан
Дама (1979) Джо́ан Э́лстон Са́зерленд (англ. Joan Alston Sutherland; 7 ноября 1926 — 10 октября 2010) — австралийско-британская оперная певица (драматическое колоратурное сопрано). Принадлежит к числу самых выдающихся мастеров колоратуры. Наряду с Марией Каллас способствовала возрождению интереса к оперному наследию периода бельканто.  
Ключевую роль в биографии Сазерленд сыграл семейный и творческий союз с дирижёром Ричардом Бонингом: он подстраивал исполнение оркестра под  уникальные возможности певицы, часто возвращая оригинальные тональности и орнаменты, которых другие певицы избегали из-за их сложности. Начиная с 1962 года Сазерленд настаивала, чтобы на всех её выступлениях оркестром дирижировал именно супруг.

## Биография
Сазерленд в молодости окончила курсы машинисток. Серьёзно стала заниматься вокалом лишь в 18 лет (в Сиднейской консерватории). Всю жизнь испытывала медицинские проблемы с придаточными пазухами носа, которые не раз приходилось оперировать. Ещё будучи студенткой, вела активную концертную деятельность вместе с пианистом Ричардом Бонингом, за которого вышла замуж в 1954 году. На оперной сцене дебютировала в 1950 году в заглавной партии в опере «Юдифь» Юджина Гуссенса в Сиднее. Поклонница Кирстен Флагстад, она мечтала о вагнеровских ролях, но муж смог убедить её, что Вагнер не для неё.
В 1951 году Сазерленд вместе с Бонингом переехала в Лондон, где вскоре вступила в труппу «Ковент-Гарден». В 1952 году исполнила маленькую партию Первой дамы в «Волшебной флейте» Моцарта; через два года стала исполнять в театре ведущие партии. В 1959 году Франко Дзефирелли и Туллио Серафин возродили для неё порядком забытую в Британии оперу Доницетти «Лючия ди Ламмермур», и эта партия стала её «визитной карточкой». Критики писали, что в её исполнении сцена безумия Лючии ослепляет ювелирно точной колоратурой, трелью, подобной пулеметной очереди, и звенящими, как колокольчики, ми-бемолями в верхнем регистре, причём всё это исполняется с невозмутимой легкостью. 
На утро после премьеры Сазерленд проснулась суперзвёздой, и на неё посыпались приглашения из ведущих театров мира. В апреле 1960 года она впервые выступила (в роли Лючии) на сцене парижского театра «Гранд-опера». После венецианской постановки «Травиаты» в том же году за мастерство колоратурной эквилибристики была прозвана итальянскими критиками La Stupenda («Потрясающая»). В 1961 году состоялся дебют Сазерленд в театре «Ла Скала» в заглавной партии в опере «Беатриче ди Тенда» Беллини. 
Осенью 1961 года Сазерленд дебютировала в нью-йоркской «Метрополитен-опере», где исполняла потом роль Лючии в течение двадцати пяти лет. Часто выступала в тандеме с меццо-сопрано Мэрилин Хорн. После десятилетий забвения они «реабилитировали» некоторые шедевры эпохи бельканто — например, «Семирамиду» Россини. К числу своих высших достижений Сазерленд относила также возрождение вызывающе сложной для исполнения оперы Массне «Эсклармонда».
В 1965 году Сазерленд создала оперную труппу для гастролей в Австралии. С 1974 года Сазерленд вместе с Бонингом участвовала в ежегодных сезонах Австралийской оперы. Сазерленд официально завершила оперную карьеру в 1990 году, исполнив партию Маргариты в опере «Гугеноты» Мейербера на сцене Сиднейского оперного театра, а в конце того же года приняла участие в новогоднем концерте «Ковент-Гардена» вместе с Паваротти и Хорн. Столь продолжительная карьера — большая редкость для колоратурных сопрано.
После оставления сцены проживала с супругом на Швейцарской ривьере (шале Моне в деревне Лес-Аван, административно относящейся к коммуне Монтрё). Неоднократно участвовала в жюри конкурса «Кардиффские голоса». В 1997 году опубликовала автобиографию (A Prima Donna's Progress). Несколькими годами ранее официальную биографию Сазерленд написала Норма Мейджор (жена тогдашнего британского премьер-министра).

## Вокальные данные и значение
Джоан Сазерленд обладала голосом, сочетавшим виртуозную подвижность, безупречную интонацию, чёткие стаккато, руладность  и мощный верхний регистр. Эти качества позволяли ей без видимых усилий исполнять сложнейшие в техническом отношении оперные партии. Славилась способностью брать невероятно высокие ноты (например, ми-бемоль выше до в «Пуританах» Беллини), сохраняя при этом тёплый, насыщенный тембр и безупречное легато, что оставалось недостижимым для большинства певиц. 
В эпоху господства вагнеровского и веристского стилей Сазерленд популяризировала партии начала XIX века (вроде Эльвиры, Нормы и Семирамиды), раскрывая их сложнейшую колоратуру и эмоциональную глубину. Исполнение ею роли Лючии ди Ламмермур в одноимённой опере Доницетти стало поворотным моментом в возрождении интереса к бельканто. Энтузиасты называли голос Сазерленд самодостаточным инструментом наподобие флейты или скрипки, только бесплотным. 
Однако итальянские и англоязычные партии Сазерленд с начала 1960-х критиковали за смазанную дикцию, в особенности за неразборчивость согласных звуков.  Некоторые итальянские слушатели не понимали даже, что она поёт на их родном языке, а для следования за сюжетом исполняемых ею опер на представления советовали приходить с распечатанным либретто.

## Оперные партии
- 1947 — Дидона («Дидона и Эней», концертный зал «Таун-холл», Сидней)
- 1950 — Юдифь («Юдифь», Сидней)
- 1951 — Первая дама («Волшебная флейта», «Ковент-Гарден»)
- 1954 — Аида («Аида», «Ковент-Гарден»)
- 1954 — Агата («Вольный стрелок», «Ковент-Гарден»)
- 1955 — Дженифер («Свадьба в летнюю ночь» Типпетта, «Ковент-Гарден»)
- 1956—1960 — участие в Глайндборнском фестивале. Партии Графини Альмавива («Свадьба Фигаро», донны Анны («Дон Жуан»), мадам Херц (зингшпиль «Директор театра») Моцарта.
- 1957 — Альцина («Альцина», «Ковент-Гарден»).
- 1958 — донна Анна («Дон Жуан», Ванкуверский фестиваль.)
- 1960 — Лючия («Лючия ди Ламмермур», «Ковент-Гарден»)
- 1963 — Норма («Норма», Ванкувер)
- 1966 — Мария («Дочь полка»)
- 1970 — Стелла, Олимпия, Джульетта, Антония («Сказки Гофмана», Сиэтл)
- 1976 — Лакме («Лакме», Сиэтл)
- 1977 — Мария Стюарт («Мария Стюарт», «Ковент-Гарден»)

- 1952 — Норма, дирижёр Витторио Гуи (Клотильда)
- 1953 — Аида, дирижёр Джон Барбиролли (Жрица)
- 1955 — Свадьба в летнюю ночь, дирижёр Джон Притчард (Дженнифер)
- 1955 — Эврианта, дирижёр Фриц Штидри (Эврианта)
- 1957 — Золото Рейна, дирижёр Рудольф Кемпе (Воглинда)
- 1957 — Гибель богов, дирижёр Рудольф Кемпе (Воглинда)
- 1959 — Альцина, дирижёр Фердинанд Ляйтнер (Альцина)
- 1959 — Ацис и Галатея, дирижёр Адриан Боулт (Галатея)
- 1959 — Роделинда, дирижёр Чарльз Фарнкомб (Роделинда)
- 1959 — Дон Жуан, дирижёр Карло Мария Джулини (Донна Анна)
- 1959 — Лючия ди Ламмермур, дирижёр Туллио Серафин (Лючия)
- 1960 — Альцина, дирижёр Никола Решиньо (Альцина)
- 1961 — Беатриче ди Тенда, дирижёр Никола Решиньо (Беатриче ди Тенда)
- 1961 — Лючия ди Ламмермур, дирижёр Сильвио Варвизо (Лючия)
- 1961 — Пуритане, дирижёр Туллио Серафин (Эльвира)
- 1961 — Лючия ди Ламмермур, дирижёр Джон Притчард (Лючия)
- 1961 — Сомнамбула, дирижёр Никола Решиньо (Амина)
- 1961 — Риголетто, дирижёр Нино Санцоньо (Джильда)
- 1961 — Беатриче ди Тенда, дирижёр Антонино Вотто (Беатриче ди Тенда)
- 1962 — Волшебная флейта, дирижёр Отто Клемперер (Царица ночи)
- 1962 — Семирамида, дирижёр Габриэле Сантини (Семирамида)
- 1962 — Альцина, дирижёр Ричард Бонинг (Альцина)
- 1962 — Травиата, дирижёр Джон Притчард (Виолетта Валери)
- 1962 — Сомнамбула, дирижёр Ричард Бонинг (Амина)
- 1962 — Гугеноты, дирижёр Джанандреа Гавадзени (Маргарита)
- 1962 — Зигфрид, дирижёр Георг Шолти (Лесная птичка)
- 1962 — Пуритане, дирижёр Ричард Бонинг (Эльвира)
- 1962 — Кармен, дирижёр Томас Шипперс (Микаэла)
- 1963 — Пуритане, дирижёр Ричард Бонинг (Эльвира)
- 1963 — Сомнамбула, дирижёр Сильвио Варвизо (Амина)
- 1964 — Норма, дирижёр Ричард Бонинг (Норма)
- 1964 — Лючия ди Ламмермур, дирижёр Сильвио Варвизо (Лючия)
- 1965 — Семирамида, дирижёр Ричард Бонинг (Семирамида)
- 1966 — Фауст, дирижёр Ричард Бонинг (Маргарита)
- 1966 — Семирамида, дирижёр Ричард Бонинг (Семирамида)
- 1966 — Беатриче ди Тенда, дирижёр Ричард Бонинг (Беатриче ди Тенда)
- 1967 — Монтесума, дирижёр Ричард Бонинг (Eupaforice)
- 1967 — Дочь полка, дирижёр Ричард Бонинг (Мария)
- 1967 — Лакме, дирижёр Ричард Бонинг (Лакме)
- 1967 — Гризельда, дирижёр Ричард Бонинг (Эрнесто)
- 1967 — Душа философа, дирижёр Ричард Бонинг (Эвридика)
- 1967 — Дон Жуан, дирижёр Карл Бём (Донна Анна)
- 1968 — Семирамида, дирижёр Ричард Бонинг (Семирамида)
- 1968 — Дон Жуан, дирижёр Ричард Бонинг (Донна Анна)
- 1969 — Гугеноты, дирижёр Ричард Бонинг (Маргарита)
- 1969 — Семирамида, дирижёр Ричард Бонинг (Семирамида)
- 1969 — Норма, дирижёр Ричард Бонинг (Норма)
- 1970 — Любовный напиток, дирижёр Ричард Бонинг (Адина)
- 1970 — Норма, дирижёр Ричард Бонинг (Норма)
- 1970 — Травиата, дирижёр Ричард Бонинг (Виолетта Валери)
- 1971 — Мария Стюарт, дирижёр Ричард Бонинг (Мария Стюарт)
- 1971 — Риголетто, дирижёр Ричард Бонинг (Джильда)
- 1971 — Семирамида, дирижёр Ричард Бонинг (Семирамида)
- 1971 — Лючия ди Ламмермур, дирижёр Ричард Бонинг (Лючия)
- 1972 — Турандот, дирижёр Зубин Мета (Турандот)
- 1972 — Норма, дирижёр Ричард Бонинг (Норма)
- 1972 — Сказки Гофмана, дирижёр Ричард Бонинг (Джульетта, Антония, Стелла, Олимпия)
- 1972 — Дочь полка, дирижёр Ричард Бонинг (Мария)
- 1973 — Сказки Гофмана, дирижёр Ричард Бонинг (Джульетта, Антония, Стелла, Олимпия)
- 1973 — Дочь полка, дирижёр Ричард Бонинг (Мария)
- 1973 — Роделинда, дирижёр Ричард Бонинг (Роделинда)
- 1973 — Пуритане, дирижёр Ричард Бонинг (Эльвира)
- 1974 — Мария Стюарт, дирижёр Ричард Бонинг (Мария Стюарт)
- 1974 — Травиата, дирижёр Ричард Бонинг (Виолетта Валери)
- 1974 — Эсклармонда, дирижёр Ричард Бонинг (Эсклармонда)
- 1975 — Эсклармонда, дирижёр Ричард Бонинг (Эсклармонда)
- 1975 — Оракул, дирижёр Ричард Бонинг (А Йо)
- 1976 — Трубадур, дирижёр Ричард Бонинг (Леонора)
- 1976 — Лакме, дирижёр Ричард Бонинг (Лакме)
- 1977 — Лукреция Борджиа, дирижёр Ричард Бонинг (Лукреция Борджиа)
- 1977 — Трубадур, дирижёр Ричард Бонинг (Леонора)
- 1977 — Лукреция Борджиа, дирижёр Ричард Бонинг (Лукреция Борджиа)
- 1978 — Сестра Анджелика, дирижёр Ричард Бонинг (Сестра Анджелика)
- 1978 — Норма, дирижёр Ричард Бонинг (Норма) — DVD
- 1979 — Король Лахорский, дирижёр Ричард Бонинг (Зита)
- 1979 — Травиата, дирижёр Ричард Бонинг (Виолетта Валери)
- 1980 — Лукреция Борджиа, дирижёр Ричард Бонинг (Лукреция Борджиа) — DVD
- 1980 — Сомнамбула, дирижёр Ричард Бонинг (Амина)
- 1981 — Опера нищих, дирижёр Ричард Бонинг (Люси)
- 1981 — Норма, дирижёр Ричард Бонинг (Норма)
- 1982 — Разбойники, дирижёр Ричард Бонинг (Амалия)
- 1982 — Лючия ди Ламмермур, дирижёр Ричард Бонинг (Лючия)
- 1983 — Трубадур, дирижёр Ричард Бонинг (Леонора)
- 1983 — Гамлет, дирижёр Ричард Бонинг (Офелия)
- 1984 — Диалоги кармелиток, дирижёр Ричард Бонинг (Мадам Лидуэн)
- 1984 — Анна Болейн, дирижёр Ричард Бонинг (Анна Болейн)
- 1984 — Норма, дирижёр Ричард Бонинг (Норма)
- 1985 — Адриенна Лекуврёр, дирижёр Ричард Бонинг (Адриенна Лекуврёр)
- 1986 — Дочь полка, дирижёр Ричард Бонинг (Мария)
- 1986 — Лючия ди Ламмермур, дирижёр Ричард Бонинг (Лючия)
- 1987 — Анна Болейн, дирижёр Ричард Бонинг (Анна Болейн)
- 1987 — Аталия, дирижёр Кристофер Хогвуд (Аталия)
- 1987 — Эрнани, дирижёр Ричард Бонинг (Эльвира)
- 1988 — Адриенна Лекуврёр, дирижёр Ричард Бонинг (Адриенна Лекуврёр)
- 1990 — Гугеноты, дирижёр Ричард Бонинг (Маргарита)

## Награды и признание
- Австралиец года (1961)
- Сазерленд — первый австралийский лауреат премии «Грэмми» (1962)
- Орден Австралии (1975, за несколько месяцев до его официального создания)
- Дама-командор ордена Британской империи (1979)
- Орден заслуг (2001)
- Премия центра Кеннеди (2004)
- Введена в Зал славы журнала Gramophone (2016)[18].

Имя Джоан Сазерленд носит ежегодная оперная премия.